# Sindrome di Köhler-Freiberg
La sindrome di Köhler-Freiberg o seconda malattia di Köhler è la sindrome caratterizzata dall'osteocondrosi dell'epifisi distale del secondo o di un altro metatarsale intermedio. Colpisce prevalentemente le femmine tra i 12 e i 18 anni. Provoca dolore locale a carico dell'avampiede, spesso a causa dell'uso di calzature con tacco alto. Si cura utilizzando dei plantari. Prende il nome dai medici Albert Henry Freiberg e Alban Köhler.